# 中间尻参
中间尻参（学名：Caudina intermedia）为尻参科尻参属的动物。在中国大陆，分布于广东等地，常生活于水深107米的泥质沙底。该物种的模式产地在广东东部外海。
其种加词“intermedia”意为“中间的”。